# Point (navigation)
Pour les articles homonymes, voir Point.
En navigation, faire le point signifie déterminer la position instantanée du navire ou de l'aéronef (ou plus généralement, d'un mobile).
En navigation maritime, à proximité de la côte, on peut utiliser des méthodes de triangulation optique - en se basant sur des amers - ou radar.
Hors de vue de terre, on utilise des méthodes de navigation astronomique, ou de radionavigation (surtout en navigation aérienne), ou plutôt désormais, sur mer comme dans les airs, des systèmes de navigation par satellite comme le GPS.
L'expression est également utilisée dans le sens de faire le bilan, partiel ou définitif, d'une situation donnée. Une réunion peut ainsi avoir pour but de faire le point sur un projet. Fréquemment, l'expression est fautivement dévoyée en « faire un point » dans les médias et à l'oral, peut-être sous l'influence de l'anglais « to make a point » dont le sens est cependant différent.